# 克尔伦苏木
克尔伦苏木是中华人民共和国内蒙古自治区呼伦贝尔市新巴尔虎右旗下辖的一个苏木。

## 行政区划
克尔伦苏木下辖以下地区：
克尔伦嘎查、额尔和图嘎查、巴彦嘎查、乌力吉图嘎查、巴彦查干嘎查、呼和温都日嘎查、巴彦诺尔嘎查、好力宝图嘎查、布彦塔拉嘎查、巴彦呼热嘎查、萨如拉嘎查、其其格勒嘎查、芒来嘎查、乃日木德勒嘎查和庆格勒嘎查。